# Miconia triplinervis
Miconia triplinervis är en tvåhjärtbladig växtart som beskrevs av Hipólito Ruiz López och Pav.. Miconia triplinervis ingår i släktet Miconia och familjen Melastomataceae.
Artens utbredningsområde är Peru. Inga underarter finns listade i Catalogue of Life.